# Der Prinz von Arkadien
Pour plus de détails, voir Fiche technique et Distribution.
Der Prinz von Arkadien (titre français : Les Clés du paradis) est un film germano-autrichien réalisé par Karl Hartl, sorti en 1932.

## Synopsis
Le dirigeant royal d'un État imaginaire est contraint d'abdiquer et doit être envoyé en exil. Pendant que le cabinet du gouvernement attend dans la salle pour administrer à sa majesté cette pilule amère, exigeant sa signature, le monarque s'amuse dans ses appartements avec une jolie demoiselle. Le maréchal, se précipitant dans les couloirs jusqu'au nid d'amour, demande à être entendu, mais la jeune maîtresse répond hardiment : « Après minuit, c'est moi qui règne ». Puis la porte de la chambre se referme. Finalement, l'inévitable se produit : Sa Majesté prend la plume et signe sa propre déposition. Peu de temps après, on présente un bouquet de fleurs qui se transmet de manière absurde d'une personne à l'autre, puis l'ex-monarque, qui se fait désormais appeler le prince d'Arcadie, monte dans son véhicule et se dirige vers des destinations plus ensoleillées. Sa destination est l'Adriatique, où certains ex-potentats échoués et balayés par les révolutions traînent déjà et s'amusent loin des ardues affaires gouvernementales. Sur le chemin, le klaxon du véhicule du Prince tombe en panne, il est arrêté par la police. Il est clair à Son Altesse qu'il doit faire réparer immédiatement ces dégâts. Lorsque le prince d'Arcadie essaie trois fois de suite le nouveau klaxon, un trousseau de clés tombe d'une maison à ses pieds. Il lève les yeux et aperçoit une jeune femme qui ferme rapidement une fenêtre et tire les rideaux. Le prince répond au signal qui ne lui était pas destiné et monte chez l'inconnue. Il y reste jusqu'au petit matin, puis ils se séparent à nouveau. Le prince doit promettre à l'étrangère de ne pas enquêter sur elle et, s'ils se retrouvent dans la vie, d'agir comme s'il ne la connaissait pas.
Il ne faut pas beaucoup de temps à Son Altesse en exil pour découvrir qui est la beauté de la nuit. Il s'agit de l'actrice Mary Mirana, qui a dû quitter le royaume à cause d'une chanson qui se moquait de lui, l'ancien souverain et aujourd'hui prince d'Arcadie. Ils se retrouvent bientôt lorsque la tante royale du prince les invite à prendre le thé. La tante du prince aimerait jumeler l'ex-monarque timide avec sa nièce, l'infante. Le prince découvre Mary lors de cette réunion sociale et, par arrogance, chante la chanson très moqueuse qui fut autrefois la chute de Marie. Il aime la mélodie, tandis que Mary a l'impression qu'il se moque d'elle. Au moins, le prince respecte son accord avec l'artiste et fait comme s'il ne la connaissait pas. Il n'arrive pas à se sortir Mary de la tête, il est sérieusement tombé amoureux de la jeune femme. Des retrouvailles inattendues ont lieu lorsque l'actrice cherche refuge dans son château en exil pendant une tempête. Même si Mary aimerait désormais lui confier son secret, le prince d'Arcadie se montre désintéressé lorsqu'il s'agit de savoir qui elle attendait réellement lorsqu'elle a jeté les clés de son appartement sur le trottoir. Mais finalement, la solution apparaît, ce qui signifie une fin heureuse pour toutes les personnes impliquées : les trois signaux sonores étaient destinés à être un signal secret pour l'infante. Elle prend secrètement des cours de théâtre auprès de Mary (la tante royale ne doit pas le savoir), parce qu'elle veut faire du théâtre et ne rêve pas de se marier. Désormais, la voie est libre pour Son Altesse et pour l'actrice.

## Fiche technique
- Titre original : Der Prinz von Arkadien
- Réalisation : Karl Hartl assisté de Karl Leiter
- Scénario : Walter Reisch
- Musique : Robert Stolz
- Direction artistique : Hans Ledersteger (de)
- Photographie : Franz Koch, Franz Planer
- Son : Alfred Norkus (de)
- Montage : Karl Hartl
- Producteur : Oskar Glück
- Société de production : Projectograph-Film
- Société de distribution : Süd-Film
- Pays de production :  Autriche |  République de Weimar
- Langue : allemand
- Format : Noir et blanc - 1,37:1 - Mono - 35 mm
- Genre : Comédie romantique
- Durée : 89 minutes (1 h 29)
- Dates de sortie :
  - République de Weimar : 17 mai 1932.
  - Estado Novo : 31 octobre 1932.
  - Royaume de Hongrie : 17 novembre 1932.
  - Espagne franquiste : 26 décembre 1932.
  - Finlande : 17 février 1933.
  - Danemark : 23 février 1933.
  - Belgique : 10 mars 1933.
  - France : 26 janvier 1934[1].

## Distribution
- Willi Forst : le Prince d'Arcadie
- Liane Haid : Mary Mirana, actrice
- Hedwig Bleibtreu : la tante royale
- Albert Paulig (de) : l'adjudant d'escadre Mölke zu Mölke
- Ingeborg Grahn : l'infante
- Edwin Jürgensen (de) : le margrave Casimir
- Alfred Neugebauer (de) : le Premier ministre
- Reinhold Häussermann : le garde du prince
- Ernst Arndt : le ministre de la Justice
- Gustav Müller : un exilé qui écrit ses mémoires
- Paul Pranger : un exilé qui adopte un fils chaque mois

## À noter
- Der Prinz von Arkadien est tourné entre le 21 février et le 29 mars 1932 dans les studios de cinéma Sascha à Vienne-Sievering ; les derniers jours à partir le 25 mars, les plans extérieurs sont réalisés à Raguse (Sicile).
- L'année suivante, Hanns Schwarz, directeur juif de l'UFA, contraint à l'exil en Grande-Bretagne après la prise de pouvoir par les nazis, réalise un remake intitulé Prince of Arcadia (en). Carl Brisson et Margot Grahame endossent les rôles de Forst et Haid[2].
- En France, le film fait l'objet d'un doublage en français[3].

## Crédit d'auteurs
- (de) Cet article est partiellement ou en totalité issu de l’article de Wikipédia en allemand intitulé « Der Prinz von Arkadien » (voir la liste des auteurs).